# Comic Con Ukraine
Comic Con Ukraine (скорочено CCU) — український фестиваль популярної культури, що проходить в столиці України Києві.
Вперше CCU пройшов у 2018 році на території Артзаводу «Платформа» на Лівому березі Києва. Захід мав двох основних ведучих — відеоблоґера з України Віктора Демиденко та відеоблоґера з Латвії Стаса Давидова. Ведучим «Ангару коміксів» був Олекса Мельник [Сновида], блоґер видання PlayUA та засновник групи-Facebook «PlayStation Україна». У 2018 році зірковими гостями заходу стали Джон Ріс-Девіс, Браян Декарт та Амелія Роуз Блер. У 2019 році — Джон Ромеро, Денні Трехо, Крістофер Ллойд.
Другий захід відбувся 21-22 вересня 2019 року на тій же території, але на більшій площі.

## Comic Con Ukraine 2018

Постер заходу 2018 року.

### Місце проведення
Перший Comic Con Ukraine відбувся 22-23 вересня 2018 року. Місцем проведення став Артзавод «Платформа» на Лівому березі Києва, на території колишнього Дарницького шовкового комбінату. Загальна площа — 20 тис. м². Перший фестиваль відвідало 20 000 людей, серед яких 1 000 були косплеєри, що зробило фестиваль наймасштабнішим в Україні.

### Ведучі
Comic Con Ukraine 2018 мав двох основних ведучих — відеоблоґера з України Віктора Демиденка та відеоблоґера з Латвії Стаса Давидова.
Ведучим в «Ангарі коміксів» був Олекса Мельник [Сновида], блоґер видання PlayUA та засновник спільноти «PlayStation Україна» у Facebook.

### Судді
Суддями косплей-шоу були: Альона Кучерук [Pugoffka] (Київ), Анна Редеі [Enji Night] (Будапешт), Беллатрікс Айден (Київ) та Олександр Афанасьєв [Sunji] (Санкт-Петербург).

### Іноземні гості
- Джон Ріс-Девіс[17] — відомий як виконавець ролі Ґімлі в кінотрилогії «Володар перснів».
- Браян Декарт та Амелія Роуз Блер[18] — моделі та актори для гри «Detroit: Become Human».

### Офіційні фан-зони
На фестивалі було декілька фан-зон, що охопили основні напрямки сучасної поп-культури: комікси, фільми, відеогри, настільні ігри, фантастика, тощо. Було розгорнуто окремий музей моделей за серією фільмів «Зоряні війни» від команди конструкторів Yavin (Польща), у зоні коміксів працювала виставка присвячена сотій річниці чеського коміксу.

#### Ігрові зони
Творці фестивалю продумали видовищні атракції для ґеймерів будь-якого віку. У 2018 році на фестивалі були і фанати MMORPG, і адепти рольових квестів: вони не просто поринули в іншу реальність, а й знаходили друзів та команду. Відвідувачі Comic Con Ukraine мали змогу бути ким завгодно — і кожен міг знайти для себе щось своє.
Було проведено:
- Турніри з комп'ютерних ігор по Mortal Kombat, Dota 2, Counter-Strike: Global Offensive, PlayerUnknown's Battlegrounds (PUBG), FIFA, World of Tanks, World of Warships, Hearthstone;[20]
- Презентації від компаній-розробників.[20]

А також організовано:
- Територію настільних ігор;[20]
- Живі квести та рольові ігри.[20]

### Музична сцена
У 2018 році для відвідувачів фестивалю виступали на головній сцені такі українські гурти та діджеї:
- The Cherry Men
- BlazerJacket
- Rorschach Blot
- Nika Lenina
- Deddo Aisu
- 바이올렛트리 (Violet Tree)
- ZWYNTAR
- Andromeda Dreams (retrowave)
- Season Of Melancholy
- Alt End
- AGHIAZMA
- Orionix
- DIZKO OUTFREAKZ (retrowave)

### Комікси
- Більше 50 художників представили свої роботи протягом двох днів фестивалю.[20]
- У Зоні Коміксів відбувалось одразу три виставки: батька українських коміксів Анатолія Василенка, виставка «Століття чеського коміксу», а також портрети персонажів комп'ютерної гри «Dota 2».[20]
- Серед гостей фестивалю були художники Джон «Jago» Герра (Колумбія), комікс-лектори Павел Коржінек та Томаш Прокупек (Чехія), Річард Муні (Шотландія), Костас Пантоулас (Греція), Алкіс Рітінор (Греція), Geokon (Греція), автор та художник Max Sir (Чилі).[20]
- На фестивалі було анонсовано такі українські видання локалізованих та авторських коміксів[20][21].

| Анонсовані локалізовані комікси: - Вовкулака: - Пол Тобін. «Відьмак. Дім зі скла» - Майк Міньйола. «Геллбой. Колекційне видання. Том 1» - Джефф Лемір. «Чорний Молот: Таємниці походження» - Fireclaw Ukraine: - Джеф Лемір. «Старий Лоґан: Том 1. Берсеркер» - Джеррі Даґан. «Дедпул: Балакучий мільйонер» - Чарльз Соул. «Вражаючі Люди-Ікс: Том 1. Життя Ікс» - Метью Розенберг. «Єнот Ракета: Домашній арешт» - Northern Lights: - Деймон Лінделоф. «Досконалий Росомаха проти Халка» - Воррен Елліс. «Ultimate Comics: Armor Wars» - Molfar Comics: - Джим Дейвіс. «Гарфілд. Том 2» - Джек Кірбі. «Eternals» - Метт Фректіон. Нездоланний залізний чоловік - Курт Бусьєк. «Marvels» |  | Анонсовані авторські комікси: - Презентація франшизи «Воля» - Презентація інді-коміксів: - «Людина-амфібія» - «Зомбі Панк» - «Нецікава історія» - «Булат» - «Сквад Варград» - UAComix: - «В Землю» - «Хроніки Аптауна» - «Мор» - «Мор: Потойбіччя» - «Бубл» - «Десятий Сон» - «Останній Захисник Вогню» - «Безіменні» - «Аліса» - «Гамлет» - «Троє Проти Зла» - Centrala; - Nebeskey: - «Кімка мандрівник. Часовий Перетин» - Вовкулака; |

## Конфлікт між організаторами «CCU» та «KCC»
Конфронтація між організаторами фестивалів розпочалася влітку 2018 року, ще під час підготовки першого Comic Con Ukraine. Деякі зацікавлені особи чи організації почали показово обирати сторону конфлікту.
Зокрема, видавництво «Рідна мова», яке офіційно видає україномовні переклади коміксів DC, відмовилася презентувати комікси на Comic Con Ukraine. Куратором (а також PR та SMM менеджером) офіційних перекладів коміксів DC Comics у цьому видавництві є співзасновниця Kyiv Comic Con — Марія Шагурі.

### Судовий позов
На початку 2019 року організатори фестивалю Kyiv Comic Con — Олександр та Марія Шагурі — подали позов до організаторів Comic Con Ukraine (ТОВ «Комік кон Україна») з вимогою не використовувати в назві словосполучення «Comic Con» чи «Комік Кон». На думку позивачів, яким належить торгова марка «kyiv COMICCON», використання назви «COMIC CON Ukraine» порушує їх права. Організатори Comic Con Ukraine назвали претензії необґрунтованими, оскільки словосполучення «Comic Con» означає формат заходу («конвент фанів коміксів»), вживається в багатьох назвах (наприклад, «Comic Con Germany» та «German Comic Con») і не може бути захищеним. 16 серпня організатори Comic Con Ukraine повідомили, що виграли суд першої інстанції.

## Comic Con Ukraine 2019

Постер заходу 2019 року.

Невдовзі після завершення фестивалю 2018 року організатори повідомили, що наступний фестиваль відбудеться 2019 року. У березні 2019 року було повідомлено, що другий Comic Con Ukraine має відбутися 21—22 вересня 2019 року у тому ж місці — на артзаводі «Платформа». Заплановано збільшити площу конвенту до 30 000 м². 
Попередній продаж квитків розпочався у травні.

### Місце проведення
Другий Comic Con Ukraine відбувся 21-22 вересня 2019 року. Місцем проведення знову став Арт-завод «Платформа» на Лівому березі Києва, на території колишнього Дарницького шовкового комбінату. Загальна площа збільшилась до 30 тис. м². Другий фестиваль відвідало понад 30 000 людей, серед яких 2 000 були косплеєри, що знову зробило фестиваль наймасштабнішим в Україні, а також тепер це наймасштабнішим Comic Con у східній Європі.

### Ведучі
Comic Con Ukraine 2019 мав двох основних ведучих — Віктора Демиденко та М'яча Дредбола.
Ведучим в «Ангарі коміксів» знову був Олекса Мельник [Сновида].

### Іноземні гості
- Джон Ромеро;[34] — відомий як один з засновників компанії Id Software. Працював над такими відомими іграми як Wolfenstein 3D, Doom та Quake;
- Денні Трехо;[35] — культовий американський актор, здебільшого знаний виконанням ролей антагоністів (Мачете, Пуститися берега, Флеш);
- Крістофер Ллойд.[36] — відомий американський актор, здебільшого знаний виконанням доктора Емметта Брауна у трилогії «Назад у майбутнє».

### Офіційні фан-зони
На фестивалі знову було розгорнуто окремий музей моделей за серією фільмів «Зоряні війни» від команди конструкторів Yavin (Польща).
Команда «Project X1» з Німеччини привезла реалістичну модель зоряного винищувача T-65 X-Wing із франшизи «Зоряні війни». Довжина моделі становить 10,45 метрів, маса — 2,3 тонни, на ній є автографи багатьох митців.

### Музична сцена
На головній сцені пройшли виступи 14 гуртів, серед яких був відомий американський гурт «Magic Sword».

### Комікси
У фестивалі взяли участь такі українські видавництва коміксів: Asgardian Comics, Мольфар Комікс, Ukrainian Assembly Comix (UAComix), Північні Вогні та інші.
- Було анонсовано 44 прийдешніх українських видань локалізованих та авторських коміксів[20][21][32], а також перші артбуки до відеоігор українською;
- Було розпочато продаж понад 30 нових коміксів.[32]

| Анонсовані локалізовані комікси: - Вовкулака: - «Відьмак: Прокляття круків» (3 том серії — грудень 2019); - «Орда» (зима 2019—2020); - «Клаус» (листопад 2019); - «Геллбой: Крампус» (синґл, листопад 2019); - «Геллбой: Опівнічний цирк + мовчазне море» (в одному томі — весна 2020); - «Cyberpunk 2077» (артбук — весна 2020). - MAL'OPUS: - «Таємне вторгнення» (листопад-грудень 2019); - «Marvel 1602» (початок 2020); - «Балтимор: Чумні кораблі» (початок 2020); - «Death Stranding» (артбук, вихід одночасно з США). - Northern Lights: - «Веном: Тремтіння» (2 том серії, коли отримують підтвердження); - «Всесвіт Марвел проти Карателя» (2020); - «Ultimate Iron Man: Armor wars» (2020); - «Їжак Сонік» (IDW, без дати); - «Ґодзілла» (IDW, без дати); - «Мисливці на привидів» (IDW, без дати); - «Predator Hunters» (Dark Hors вся історія, без дати); - «Carnage Vol. 1: The One That Got Away» (без дати). - Molfar Comics: - «Metal Gear Solid» (другий том; коли зроблять); - «Гарфілд» (продовження лінійки); - «Peanuts»; - «My little Pony» (IDW мікросерія); - «Spider-Man Loves Mary Jane»; - «Doctor Strange & Doctor Doom: Triumph and Torment»; - «Fantastic Four: 1234»; - «Horrow County»; - «Chronicles of Hate»; - «Another». - Fireclaw Ukraine: - «Conan The Barbarian Vol. 1: The Life And Death Of Conan Book One»; - «Vision Vol. 1: Little Worse Than A Man»; - «Captain America»; - «The Superior Spider-Man»; - «Spider-Man/Deadpool Vol. 1: Isn't It Bromantic»; - «Marvel's Spider-Man: City At War»; - «Rocket Raccoon Vol. 1: A Chasing Tale»; - «Miles Morales: The Ultimate Spider-Man»; - «Deadpool» (журнальна синґл-серія); - «Les minions: Banana»; - «Mause Guard: Fall 1152»; - «TMNT» (IDW, серія 2011 року). - Art-books: - «Bolivar Eats New York» (2020); - «Зоряний замок» (листопад 2019); - «Марсі та загадка Сфінкса» (листопад 2019). - Other Comix: - «The Torn World»; - Інші анонси видавництво притримало до 14 жовтня 2019. |  | Анонсовані авторські комікси: - Презентація франшизи «Воля»; - «Княжа Воля 2»; - «КіберКрай» (ретро-футуристика); - «Вогневир» (темне укр. фентезі); - «Правдива історія» (графічна новелізація); - «Перша на планеті» (космічна фантастика); - Вовкулака - «А-16» (випуск #1); - «Залізна Голова» (випуск #2); - «Двері Агари» (випуск #3); - «Кобзар» (випуск #2); - «Серед овець» (випуск #4); - «Пітмен» (зима 2019/2020); - «Відлюдники» (ілюстрований роман); - Spring Comics: - "Серед Овець (випуск #4); - «Кур'єр»; - «Тиша». |

## Comic Con Ukraine 2020
Після завершення фестивалю 2019 року організатори повідомили, що наступний фестиваль відбудеться у 2020 році.

«Теплих почуттів та незабутніх емоцій точно вистачить до наступного Comic Con Ukraine, правда ж? Дати оголосимо скоро, і, повірте, ми засвоїли урок, якому нас навчила цьогорічна передчасно прохолодна осінь.»
— Comic Con Ukraine (після «CCU2019», 26 вересня 2019 року)